# Listă de formații punk, 0–K
Aceasta este o listă de fomații punk rock notabile (denumirile cărora începe cu cifre sau litere dintre A și K). Formațiile enumerate au interpretat un anumit tip de muzică punk, la un moment dat din cariera lor, deși acestea poate interpretau de asemenea și alte stiluri. Trupe care au interpretat într-un stil care a influențat punk-rock precoce, cum ar fi garage rock și protopunk—dar niciodată nu au cântat punk rock curat, nu ar trebuie să fie incluse în această listă. Formații care au cântat în genuri influențate de (dar nu subgenuri) punk rock — ca alternative rock, crossover thrash, grunge, metalcore, New Wave, și post-punk—dar niciodată nu au cântat punk rock, nu trebuie să fie listate aici. 

## 0–9
| Formația            | Origine                                | Ani activi                     | Descriere |
| ------------------- | -------------------------------------- | ------------------------------ | --- |
| 108                 | New York City, SUA                     | 1991–96, 2005–prezent          | Formație hardcore punk cu muzică inspirată de Krishna Consciousness                                                                                |
| 20 Bulls Each       | Dublin, Irlanda                        | 2002–prezent                   | Formație hardcore punk irlandeză. |
| 2 Minutos           | Greater Buenos Aires, Argentina        | 1987–prezent                   | An Oi!/street punk band. |
| 25 ta Life          | Queens, New York City, SUA             | 1991–prezent                   | |
| 28 Days             | Frankston, Melbourne, Australia        | 1997–2007, 2009-present        | A punk/rapcore band. |
| 30 Foot Fall        | Houston, Texas, SUA                    | 1993–prezent                   | |
| The 4-Skins         | East End, Londra, Anglia               | 1979–84, 2007–prezent          | A working class Oi! band. |
| +44                 | Los Angeles, California, Statele Unite | 2005–2009                      | A pop punk/alternative rock band named after the phone code for the United Kingdom, formed by members of Blink 182, Mark Hoppus and Travis Barker. |
| 45 Grave            | Los Angeles, California, SUA           | 1979–85, 1989–91, 2005–prezent | A horror punk/deathrock band. |
| 48May               | Hamilton, New Zealand                  | 2004–08                        | A pop punk band. |
| 5 Seconds Of Summer | Sydney, Australia                      | 2011–prezent                   | A pop rock band |
| 59 Times the Pain   | Fagersta, Suedia                       | 1992–2001                      | A hardcore punk band with working class roots. |
| 7 Seconds           | Reno, Nevada, SUA                      | 1980–prezent                   | A straight edge melodic hardcore band who pioneered the youth crew genre.                                                                          |
| 88 Fingers Louie    | Chicago, Illinois, SUA                 | 1993–96, 1998–99               | A melodic hardcore band. |
| 98 Mute             | Hermosa Beach, California, SUA         | 1993–2002                      | A street punk band. |
| 999                 | Londra, Anglia                         | 1976–prezent                   | A classic punk band from England. |

## A
| Formația                        | Origine                                 | Ani activi                     | Description |
| ------------------------------- | --------------------------------------- | ------------------------------ | --- |
| Abrasive Wheels                 | Leeds, West Yorkshire, Anglia           | 1976–84, 2003–prezent          | Classic English punk band known for their seminal albums "When The Punks Go Marching In" and the singles "Vicious Circle/Voice of Youth" and "Army Song"                   |
| AC4                             | Umeå, Suedia                            | 2008–prezent                   | |
| !Action Pact!                   | Stanwell, London, Anglia                | 1981–86                        | Aggressive English punk band. |
| Adam and the Ants               | Londra, Anglia                          | 1977–82                        | A band which originally played punk rock, moving toward post-punk from 1978 to 1979. A later incarnation achieved commercial success as part of the New Romantic movement. |
| The Adicts                      | Ipswich, Suffolk, Anglia                | 1975–prezent                   | A British classic punk band known for dressing similar to the "droogs" (ruffians) in the Stanley Kubrick film A Clockwork Orange.                                          |
| The Adolescents                 | Fullerton, California, Statele Unite    | 1980–81, 1986–89, 2001–prezent | A hardcore punk supergroup with members from Agent Orange and Social Distortion.                                                                                           |
| ADS                             | Copenhaga, Danemarca                    | 1980-84                        | |
| The Adverts                     | Londra, Anglia                          | 1976–79                        | A punk rock band with one of the earliest female punk stars, Gaye Advert.                                                                                                  |
| Adrenalin O.D.                  | Elmwood Park, New Jersey, SUA           | 1981–90                        | A hardcore punk band. |
| Afektiven Naboj                 | Struga, Macedonia                       |                                | |
| AFI                             | Ukiah, California, SUA                  | 1991–prezent                   | Began as a hardcore punk band before shifting to horror punk, then to alternative rock.                                                                                    |
| Afro Jetz                       | Suedia                                  |                                | |
| Against All Authority           | Miami, Florida, SUA                     | 1992–prezent                   | A DIY ska punk band. |
| Against                         | Brisbane, Australia                     | 2001–prezent                   | |
| Against Me!                     | Gainesville, Florida, SUA               | 1997–prezent                   | A folk punk band. |
| Agent 51                        | Poway, California, SUA                  | 1995-2005                      | |
| Agent Orange                    | Placentia, California, SUA              | 1979–prezent                   | A surf punk band. |
| Agnostic Front                  | New York City, New York, SUA            | 1982–92, 1997–prezent          | A hardcore punk/crossover thrash band. |
| Aiden                           | Seattle, Washington, SUA                | 2003–prezent                   | An alternative rock/horror punk band. |
| Alexisonfire                    | St. Catharines, Ontario, Canada         | 2001-2011, 2012                | Juno Award-winning post-hardcore band. |
| Alkaline Trio                   | Chicago, Illinois, SUA                  | 1996–prezent                   | A punk rock trio. |
| Alice Donut                     | New York City, SUA                      | 1986–1996, 2001–prezent        | A psychedelic alternative punk rock band. |
| All                             | Fort Collins, Colorado, SUA             | 1987–prezent                   | A band formed by members of the Descendents. |
| The All-American Rejects        | Stillwater, Oklahoma, SUA               | 1999-present                   | An alternative rock, emo, and pop punk band |
| Allister                        | Chicago, Illinois, SUA                  | 1996–2007, 2010–prezent        | a melodic punk band. |
| The Alley Cats                  | Los Angeles, California, SUA            | 1978–82                        | |
| GG Allin                        | Lancaster, New Hampshire, SUA           | 1976–93                        | A punk rock musician known for having debauched stage shows. |
| All Systems Go!                 | Canada                                  | 1995–prezent                   | |
| All Time Low                    | Baltimore, Maryland, SUA                | 2003–prezent                   | A pop punk band. |
| Alternative TV                  | Londra, Anglia                          | 1976–79, 1981, 1985–98         | |
| Amebix                          | Devon, Anglia                           | 1978–87, 2008–prezent          | A pioneer of the crust punk genre. |
| Amen                            | Los Angeles, California, SUA            | 1994–2011                      | |
| American Steel                  | Oakland, California, SUA                | 1995–prezent                   | |
| American Hi-Fi                  | Boston, Massachusetts, SUA              | 1998–prezent                   | |
| The Analogs                     | Szczecin, Polonia                       | 1995–prezent                   | An anti-fascist street punk band |
| Andrew Jackson Jihad            | Phoenix, Arizona, SUA                   | 2004–prezent                   | DIY folk punk band from Arizona. I- I ANGRY//YOUTH II Format:AnarchyIUS Roanoke, Virginia, SUA II 2001-present II DIY street band from VA                                  |
| Angelic Upstarts                | South Shields, Tyne and Wear, Anglia    | 1977–prezent                   | A socialist working class Oi! punk and skinhead band. |
| Ann Beretta                     | Richmond, Virginia, SUA                 | 1996-2001                      | |
| Anonymous                       | Andorra la Vella, Andorra               | 2004–prezent                   | |
| Angry Samoans                   | Los Angeles, California, SUA            | 1978–prezent                   | |
| Anti-Cimex                      | Göteborg, Suedia                        | 1981–93                        | One of the first bands to define Scandinavian D-beat |
| Antidote                        | Țările de Jos                           | 1996–prezent                   | |
| Anti-Flag                       | Pittsburgh, Pennsylvania, SUA           | 1988–89, 1993–prezent          | A political punk band. |
| Anti-Heros                      | Atlanta, Georgia, SUA                   | 1984-99                        | |
| Antillectual                    | Nijmegen / Utrecht, Olanda              | 2000–prezent                   | |
| Anti-Nowhere League             | Royal Tunbridge Wells, Kent, Anglia     | 1980–89, 1992–prezent          | Classic English punk band. |
| Anti-Pasti                      | Derbyshire, Anglia                      | 1979–84, 1995                  | A British punk band from the third wave of punk in England during the early 1980s.                                                                                         |
| AntiProduct                     | UK                                      | 2000–prezent                   | |
| Anti-Product                    | New York, New York, SUA                 | 1995-2002                      | |
| Anti-Scrunti Faction            | Boulder, Colorado, SUA                  | 1984-85                        | |
| Antischism                      | Columbia, South Carolina, SUA           |                                | |
| Antisect                        | Daventry, Northamptonshire, Anglia      | 1982–87                        | |
| Antiseen                        | Charlotte, North Carolina, SUA          | 1983–prezent                   | |
| The Apers                       | Rotterdam, Țările de Jos                | 1996–prezent                   | |
| The APF Brigade                 | Peterborough, Cambridgeshire, Anglia    | 1980–prezent                   | |
| Apocalypse Hoboken              | Chicago, Illinois, SUA                  | 1987–1999                      | |
| The Apostles                    | Islington, Londra, Anglia               | 1979–90                        | An experimental anarcho-punk band that, in general, eschewed the prevalent punk aesthetics.                                                                                |
| Appendix                        | Pori, Finlanda                          | 1980–1985, 1995–prezent        | |
| The Aquabats                    | Huntington Beach, California, SUA       | 1994–prezent                   | An American superhero-themed synthpunk/ska punk band. |
| Armia                           | Polonia                                 | 1984–prezent                   | A Christian punk band. |
| Armed and Hammered              | Toronto, Canada                         | 1989–2003                      | |
| Arson Anthem                    | New Orleans, Louisiana, SUA             | 2006–prezent                   | |
| The Art Attacks                 | Londra, Anglia                          | 1977–78                        | |
| Articles of Faith               | Chicago, Illinois, SUA                  | 1981-85                        | |
| The Artist Life                 | Toronto, Ontario, Canada                | 2005–prezent                   | |
| Die Ärzte                       | Berlin, Germania                        | 1982–88, 1993–prezent          | A punk rock band with influences ranging from rock, punk, ska, jazz, swing, and hip hop.                                                                                   |
| Asexuals                        | Beaconsfield, Quebec, Canada            | 1983-97, 2010–prezent          | |
| As Friends Rust                 | Gainesville, Florida, SUA               | 1996–2002, 2008, 2011–prezent  | |
| Ash                             | Downpatrick, Northern Ireland, UK       | 1992–prezent                   | |
| Ashes                           | Washington, D.C., SUA                   | 1991-95                        | |
| Assjack                         | Gridley, California, SUA                | 1999–prezent                   | |
| Assorted Jelly Beans            | Riverside, California SUA               | 1996-99, 2008–prezent          | |
| Asta Kask                       | Töreboda, Suedia                        | 1978–89, 1992, 2003–prezent    | Pioneers in trallpunk |
| At the Drive-In                 | El Paso, Texas, SUA                     | 1994–2001                      | |
| The Ataris                      | Anderson, Indiana, SUA                  | 1995–prezent                   | |
| Athena                          | Istanbul, Turcia                        | 1987–prezent                   | A Ska punk band. |
| Atheist Rap                     | Novi Sad, Vojvodina, Serbia             | 1989–prezent                   | A punk rock band from Serbia whose music is often categorized as "happy punk".                                                                                             |
| Atom and His Package            | Philadelphia, Pennsylvania, SUA         | 1997–2003                      | A synth punk outfit consisting solely of Adam Goren. |
| Attaque 77                      | Buenos Aires, Argentina                 | 1987–prezent                   | |
| Aurora                          | Győr, Ungaria                           | 1983–prezent                   | |
| Aus-Rotten                      | Pittsburgh, Pennsylvania, SUA           | 1992–2001                      | A crust punk band. |
| Authority Zero                  | Mesa, Arizona, SUA                      | 1994–prezent                   | |
| Autopilot Off                   | Orange County, New York, SUA            | 1996–2005                      | |
| Autumn Poison                   | Southend-on-Sea, Essex, Anglia          | 1980-85                        | |
| Avail                           | Richmond, Virginia, SUA                 | 1987–2008                      | |
| The Avengers                    | San Francisco Bay Area, California, SUA | 1977-79, 1999, 2004–prezent    | |
| Avoid One Thing                 | Boston, Massachusetts, SUA              | 2002-05                        | |
| Avskum                          | Kristinehamn, Suedia                    | 1982–prezent                   | |
| Avtomaticheskie udovletvoriteli | Leningrad, Russia                       | 1979–1998                      | |
| Awkward Thought                 | New York, New York, SUA                 |                                | |
| Amyl and The Sniffers           | Melbourne, Australia                    | 2016-prezent                   | |

## B
| Formația                       | Origine                                      | Ani activi                         | Descriere sumară |
| ------------------------------ | -------------------------------------------- | ---------------------------------- | --- |
| Babes in Toyland               | Minneapolis, Minnesota, Statele Unite        | 1987–97                            | |
| Backyard Babies                | Nässjö, Suedia                               | 1987–prezent                       | A glam punk/hard rock band. |
| Bad Astronaut                  | SUA                                          | 2000-06, 2010 – present            | |
| Bad Brains                     | Washington, D.C., SUA                        | 1977–84, 1986–95, 1997–prezent     | A hardcore punk/reggae band. |
| Bad Religion                   | Woodland Hills, Los Angeles, California, SUA | 1979–prezent                       | A punk rock group credited with the revival of punk rock during the late 1980s, as well as influencing a large number of other punk bands. Active for over 30 years.             |
| The Bags                       | Los Angeles, California, SUA                 | 1977-81                            | One of the first generation of California punk rock bands. |
| Balzac                         | Osaka, Japonia                               | 1992–prezent                       | A Japanese horror punk band. |
| The Bananas                    | Sacramento, California, SUA                  |                                    | An underground punk rock band. |
| Bane                           | Worcester, Massachusetts, SUA                | 1995–prezent                       | |
| Bankrupt                       | Budapesta, Ungaria                           | 1996–prezent                       | A melodic punk rock band. |
| The Banner                     | New Jersey, SUA                              | 1999–prezent                       | |
| Banner Pilot                   | Minneapolis, Minnesota, SUA                  | 2005–prezent                       | |
| Barely Blind                   | Groves, Texas SUA                            | 2003–prezent                       | An underground Pop punk, Alternative rock, Indie rock band. |
| Basement                       | Ipswich, Suffolk, Anglia                     | 2009-2012 (hiatus)                 | A melodic hardcore band, heavily influenced by the 90's grunge movement |
| Batfoot                        | Sydney, Australia                            | 2008–prezent                       | A pop punk band influenced by Screeching Weasel and The Queers. |
| Battalion of Saints            | San Diego, California, SUA                   | 1980-85, 1995–prezent              | |
| Battery                        | Washington, D.C., SUA                        | 1990-98                            | |
| Bayside                        | Queens, New York City, SUA                   | 2000–prezent                       | |
| BBQ Chickens                   | Japonia                                      | 2000–prezent                       | A Japanese hardcore punk band formed by Ken Yokoyama of Hi-Standard. |
| Beastie Boys                   | Brooklyn, New York, SUA                      | 1980–prezent                       | Began as a hardcore punk band, transitioned into Hip-hop/rap rock. |
| Beat Crusaders                 | Japonia                                      | 1997–2010                          | A pop punk band that performs with masks of dot-matrix drawings of themselves.                                                                                                   |
| Beatsteaks                     | Berlin, Germania                             | 1995–prezent                       | |
| Bedwetters                     | Pärnu, Estonia                               | 2004–prezent                       | |
| Beer7                          | Beersheba, Israel                            | 2002–prezent                       | |
| Behind Enemy Lines             | Pittsburgh, Pennsylvania, SUA                | 2000–prezent                       | An anarchist crust punk/heavy metal band with two members of Aus-Rotten. |
| Belvedere                      | Alberta, Canada                              | 1995-2005, 2011–prezent            | |
| Bérurier Noir                  | Paris, Franța                                | 1983–89, 2003–06                   | |
| Best Revenge                   | Los Angeles, California, SUA                 | 1998–2002                          | A queercore punk band. |
| Better Than a Thousand         | Washington, D.C., SUA                        |                                    | |
| Bhopal Stiffs                  | Chicago, Illinois, SUA                       | 1985-89                            | |
| Bickley                        | Houston, Texas, SUA                          | 1995–2001                          | |
| Big Black                      | Evanston, Illinois, SUA                      | 1981-1987                          | Instrumental in the development of noise rock. Notable for using a drum machine instead of a kit.                                                                                |
| Big Boys                       | Austin, Texas, SUA                           | 1979–84                            | One of the pioneers of the hardcore punk genre. |
| Big D and the Kids Table       | Allston, Boston, Massachusetts, SUA          | 1995–prezent                       | A third-wave ska band. |
| Big Drill Car                  | Costa Mesa, California, SUA                  | 1987–95, 2008                      | One of the pioneers of the melodic hardcore genre. |
| Big in Japan                   | Liverpool, Merseyside, Anglia                | 1977–79                            | |
| Bigwig                         | Nutley, New Jersey, SUA                      | 1995–prezent                       | |
| Bikini Kill                    | Olympia, Washington, SUA                     | 1990–98                            | A punk rock band part of the Riot Grrrl movement. |
| The Bill                       | Pionki, Polonia                              | 1988–prezent                       | |
| Billy Idol                     | Stanmore, Middlesex, Anglia                  | 1975–prezent                       | |
| Billy Talent                   | Mississauga, Ontario, Canada                 | 1993–prezent                       | The punk rock group was formerly known as Pezz. They changed their name When they were threatened with a lawsuit from an American band of the same name.                         |
| Biohazard                      | Brooklyn, New York, SUA                      | 1988–2006, 2008–prezent            | One of the earliest bands to fuse hardcore punk with elements of hip-hop. |
| Blackbird Raum                 | Santa Cruz, California, SUA                  |                                    | |
| Blackfire                      | Black Mesa, Arizona, SUA                     | 1989–prezent                       | A Navajo traditionally influenced, punk rock group of three siblings, with strong political messages.                                                                            |
| Black Flag                     | Hermosa Beach, California, SUA               | 1976–86, 1976–86, 2003             | A hardcore punk band active since the late 1970s. |
| The Black Halos                | Vancouver, British Columbia, Canada          | 1993–prezent                       | |
| Black Lips                     | Dunwoody, Georgia, SUA                       | 1999–prezent                       | A self-proclaimed "flower punk" band from Georgia. |
| Black Lungs                    | St. Catharines, Ontario, Canada              | 2005–prezent                       | |
| The Black Pacific              | Huntington Beach, California, SUA            | 2010–prezent                       | |
| Black Randy and the Metrosquad | Los Angeles, California, SUA                 | 1977-80                            | |
| Black Square                   | Honolulu, Hawaii, SUA                        | 2002–prezent                       | |
| Blaggers ITA                   | Anglia                                       | 1988-93                            | |
| Blanks 77                      | Hillside, New Jersey, SUA                    | 1990–2001, 2004–prezent            | |
| Bl'ast                         | Santa Cruz, California, SUA                  | 1984-90, 2001                      | |
| Blatz                          | Berkeley, California, SUA                    | 1989–92                            | |
| The Bleach Boys                | Hitchin, Hertfordshire, Anglia               | 1976–prezent                       | |
| blink-182                      | Poway, California, SUA                       | 1992–2005, 2009–prezent            | A pop punk band which achieved commercial success beginning in the mid-1990s. The band started of in the punk rock/skate punk scene of southern California in the early-mid 90s. |
| Blitz                          | New Mills, Derbyshire, Anglia                | 1980–2007                          | An English Oi/Street punk band. |
| Blitzkrieg                     | Southport, Merseyside, Anglia                | 1979–1984, 1991–1995, 2007–prezent | |
| Blondie                        | New York City, New York, SUA                 | 1976–82, 1997–prezent              | A pioneer of American punk rock and New Wave music. |
| The Blood                      | Londra, Anglia                               | 1982–prezent                       | The First Punk Band to feature in the Rock magazine Kerrang. |
| Blood for Blood                | Boston, Massachusetts, SUA                   | 1994-2004, 2010                    | |
| The Blue Hearts                | Tokyo, Japonia                               | 1985–95                            | An influential punk band from Japan. |
| Blue Meanies                   | Carbondale, Illinois, SUA                    | 1989-2001                          | |
| Bobot Adrenaline               | Los Angeles, California, SUA                 | 2001–prezent                       | |
| Body Count                     | Los Angeles, California, SUA                 | 1990–2006, 2009–prezent            | |
| Bodyjar                        | Melbourne, Australia                         | 1994–2009                          | |
| Bold                           | Westchester County, New York, SUA            | 1986–2006                          | |
| Bomb the Music Industry!       | Nassau County, New York, SUA                 | 2004–prezent                       | DIY punk band that offers its music by donation on Quote Unquote Records. |
| Bomberos                       | Norvegia                                     | 2002–prezent                       | |
| The Boomtown Rats              | Dún Laoghaire, Irlanda                       | 1975-86                            | |
| Born Against                   | New York City, SUA                           | 1989-93                            | |
| The Bouncing Souls             | New Brunswick, New Jersey, SUA               | 1987–prezent                       | An American punk rock band. |
| Box Car Racer                  | Los Angeles, California, SUA                 | 2002–03                            | A side project of Blink-182, with members Tom DeLonge and Travis Barker. |
| The Boys                       | Londra, Anglia                               | 1976–82, 1999–prezent              | |
| Bracket                        | Forestville, California, SUA                 | 1992–prezent                       | |
| Brain Failure                  | Bejiing, China                               |                                    | |
| Brand New                      | Levittown, New York, SUA                     | 2000–prezent                       | An alternative rock/pop punk band. |
| Brand New War                  | Los Angeles, California, SUA                 |                                    | Formerly known as The God Awfuls. |
| Brat Pack                      | Nijmegen, Țările de Jos                      | 2006–prezent                       | |
| Bratmobile                     | Olympia, Washington, SUA                     | 1991-94, 1999–2003                 | |
| Breakdown                      | New York, New York, SUA                      | 1986–prezent                       | |
| Break Even                     | Perth, Australia                             | 2005-12                            | |
| The Briefs                     | Seattle, Washington, SUA                     | 2000–prezent                       | An American Pop-punk band. |
| The Briggs                     | Los Angeles, California, SUA                 | 2001–prezent                       | A working class-style punk band. |
| The Broadways                  | Chicago, Illinois, SUA                       | 1996-98                            | |
| Broadway Calls                 | Rainier, Oregon, SUA                         | 2005–prezent                       | |
| Broken Bones                   | Anglia                                       | 1983–prezent                       | An English street punk/thrash band. |
| The Bronx                      | Los Angeles, California, SUA                 | 2002–prezent                       | |
| Brother's Keeper               | Erie, Pennsylvania, SUA                      | 1994-2003                          | |
| The Bruce Lee Band             | California, SUA                              | 1997-2005                          | |
| The Bruisers                   | Portsmouth, New Hampshire, SUA               | 1988–1998                          | A street punk band featuring future Dropkick Murphys singer Al Barr |
| Brutal Juice                   | Denton, Texas, SUA                           | 1991-97                            | |
| Brygada Kryzys                 | Varșovia, Polonia                            | 1981–prezent                       | |
| Buck-O-Nine                    | San Diego, California, SUA                   | 1991–prezent                       | |
| Bus Station Loonies            | Plymouth, Devon, Anglia                      | 1995–prezent                       | A comedic anarcho-punk band, including ex-members of Oi Polloi and Disorder. |
| The Business                   | Lewisham, South London, Anglia               | 1979–1988, 1992–prezent            | |
| Bunkface                       | Klang, Selangor, Malaysia                    | 2005–prezent                       | A Malaysian pop punk band. |
| Bulbulators                    | Polonia                                      | 1989–prezent                       | |
| Bullets and Octane             | St. Louis, Missouri, SUA                     | 1998–prezent                       | |
| Bullet Treatment               | Los Angeles, California, SUA                 |                                    | |
| Burn                           | New York, New York, SUA                      | 1988–prezent                       | |
| Burning Heads                  | Orléans, Franța                              | 1988–prezent                       | |
| …But Alive                     | Hamburg, Germania                            | 1992–99                            | A political punk rock band, signed with G7 Welcoming Committee Records. |
| Butthole Surfers               | San Antonio, Texas, SUA                      | 1981–prezent                       | |
| Buzzcocks                      | Manchester, Anglia                           | 1975–81, 1989–prezent              | A punk rock band that influenced later pop punk bands and were also one of the first punk bands to establish an independent record label.                                        |

## C
| Formația                         | Origine                                 | Ani activi                       | Descriere sumară |
| -------------------------------- | --------------------------------------- | -------------------------------- | --- |
| Cancer Bats                      | Toronto, Canada                         | 2004–prezent                     | A hardcore punk/sludge metal band. |
| Capdown                          | Milton Keynes, Buckinghamshire, Anglia  | 1997–2007                        | A ska punk band. |
| Capitalist Casualties            | Santa Rosa, California, SUA             | 1987–prezent                     | A hardcore crust punk band |
| Carburetor Dung                  | Kuala Lumpur, Malaysia                  | 1991–prezent                     | A Malaysian anarcho-punk group |
| Cardiac Kidz                     | San Diego, California, SUA              | 1978–81                          | An American street punk band. Multiple Killed By Death appearances known also as first punk band to appear on San Diego TV. |
| Care Bears on Fire               | Brooklyn, New York, SUA                 | 2007–prezent                     | An all girl pop punk band. |
| Career Soldiers                  | San Diego, California, SUA              | 2002–09                          | An American hardcore punk/street punk band. |
| Career Suicide                   | Toronto, Ontario, Canada                | 2001–prezent                     | |
| Carpathian                       | Melbourne, Australia                    | 2003-11                          | |
| The Carrier                      | Boston, Massachusetts, SUA              | 2006-12                          | |
| Cartel                           | Conyers, Georgia, SUA                   | 2003–prezent                     | |
| The Casualties                   | Jersey City, New Jersey, SUA            | 1990–prezent                     | A street punk band. |
| Catch 22                         | East Brunswick, New Jersey, SUA         | 1996–prezent                     | A third wave ska band notable for launching the career of Tomas Kalnoky. |
| Catholic Discipline              | Los Angeles, California, SUA            | 1979–80                          | A Los Angeles punk band notable for appearing in The Decline of Western Civilization. |
| Caustic Christ                   | Pittsburgh, Pennsylvania, SUA           | 2000–prezent                     | A crust punk band. |
| Cauterize                        | Oshawa, Ontario, Canada                 | 1995–2007                        | A pop punk band. |
| CCCP Fedeli alla linea           | Reggio Emilia, Italia                   | 1982–90                          | A genre-bending punk/industrial/electropop/world band. |
| Cerebral Ballzy                  | New York, New York, SUA                 | 2008–prezent                     | |
| Ceremony                         | Rohnert Park, California, SUA           | 2005–prezent                     | Began as a hardcore punk band and shifted to a post-punk style. |
| Chain of Strength                | California, SUA                         | 1988–91                          | An influential Southern California straight edge hardcore band. |
| Chainsaw                         | Brussels, Belgia                        | 1976-78                          | |
| Champion                         | Seattle, Washington, SUA                | 1999–2006                        | A youth crew band. |
| A Change of Pace                 | Peoria, Arizona, SUA                    | 2001–2011                        | |
| Channel 3                        | Cerritos, California, SUA               | 1980–prezent                     | A hardcore punk band. |
| Chaos UK                         | Portishead, Somerset, Anglia            | 1979–prezent                     | A politically charged English hardcore punk group. |
| Charged GBH                      | Birmingham, West Midlands, Anglia       | 1978–prezent                     | Pioneers of English hardcore punk. |
| Charles Bronson                  | Chicago, Illinois, SUA                  | 1994–97                          | A powerviolence/thrashcore band. |
| Charta 77                        | Köping, Suedia                          | 1983–prezent                     | A prolific Swedish punk/pop rock band. |
| Cheap Sex                        | San Diego, California, SUA              | 2002–07                          | An American street punk band. |
| Chelsea                          | Londra, Anglia                          | 1976–prezent                     | An English punk rock band. |
| Chemical People                  | Los Angeles, California, SUA            | 1986-97                          | |
| Cherry Poppin' Daddies           | Eugene, Oregon, SUA                     | 1989–prezent                     | A funk–ska punk band that later integrated into the swing revival of the late 1990s. |
| Children 18:3                    | Morris, Minnesota, SUA                  | 1999–prezent                     | An American Christian punk band |
| The Chinkees                     | San Francisco, California, SUA          | 1998-2003                        | |
| Chixdiggit                       | Calgary, Alberta, Canada                | 1991–prezent                     | |
| Chokehold                        | Hamilton, Ontario, Canada               | 1990–96                          | A vegan straight edge hardcore punk band. |
| Choking Victim                   | New York City, SUA                      | 1992–93, 1995–97, 1999, 2005–06  | A crust punk/ska punk band describing themselves as "crack rocksteady". |
| Christ on Parade                 | San Francisco, California, SUA          | 1985-89                          | |
| Chumbawamba                      | Leeds, West Yorkshire, Anglia           | 1982–prezent                     | A one-hit wonder British anarcho-punk band. |
| Circle Jerks                     | Hermosa Beach, California, SUA          | 1979–89, 1994–95, 2001–prezent   | A hardcore punk band formed by former Black Flag singer Keith Morris (and future/current Bad Religion guitarist Greg Hetson). |
| Citizen Fish                     | Bath, Somerset, Anglia                  | 1990–prezent                     | A ska punk band with a member from the Subhumans. |
| CIV                              | New York City, New York, SUA            | 1994–2000                        | A New York hardcore band featuring members of Gorilla Biscuits. |
| Civet                            | Long Beach, California, SUA             |                                  | |
| The Clash                        | Notting Hill, Londra, Anglia            | 1976–86                          | A highly influential and widely acclaimed punk rock band with reggae influences. As they put it, "the only band that matters". |
| Classics of Love                 | Emeryville, California, SUA             | 2008–prezent                     | A hardcore punk band fronted by Operation Ivy's Jesse Michaels. |
| Clit 45                          | Long Beach, California, SUA             | 1996–2006                        | A street punk band. |
| Closet Monster                   | Ajax, Ontario, Canada                   | 1997–2005, 2009                  | |
| Cobra                            | Osaka, Japonia                          | 1982–91, 1999–2005, 2007–prezent | One of the first Japanese Oi! bands. |
| Cobra Skulls                     | Reno, Nevada, SUA                       | 2005–prezent                     | |
| Cock Sparrer                     | East End, Londra, Anglia                | 1972–78, 1982–84, 1992–prezent   | An influential working class Oi! band. |
| Cockney Rejects                  | East End, Londra, Anglia                | 1977–prezent                     | A hugely influential Oi! band whose single "Oi, Oi, Oi" was the inspiration for the name of the genre itself. |
| Cocobat                          | Japonia                                 | 1991–prezent                     | A Japanese hardcore punk band. |
| The Code                         | Pittsburgh, Pennsylvania, SUA           | 2000–2006                        | |
| Code Orange Kids                 | Pittsburgh, Pennsylvania, SUA           | 2008-present                     | A band that mixes hardcore punk with sludge metal |
| Code 13                          | Minneapolis, Minnesota, SUA             | 1995–2000                        | |
| Cólera                           | São Paulo, Brazil                       | 1979–prezent                     | An influential Brazilian hardcore punk band. |
| Color                            | Osaka, Japonia                          | 1985–95                          | Credited as one of the bands to start the Japanese visual kei movement. |
| Colossal                         | Chicago, Illinois, SUA                  | 2003-07                          | |
| Combat 84                        | Chelsea, London, Anglia                 | 1981–84, 2000                    | A British punk rock/oi! band. |
| Comeback Kid                     | Winnipeg, Manitoba, Canada              | 2002–prezent                     | A hardcore punk band. |
| Condemned 84                     | Ipswich, Suffolk, Anglia                | 1980–prezent                     | A British punk rock/oi! band. |
| Conflict                         | Eltham, Londra, Anglia                  | 1981–prezent                     | A British punk rock/street punk band who helped to push issues such as animal rights and nuclear disarment in the limelight. |
| Consorzio Suonatori Indipendenti | Italia                                  | 1992–2000                        | An Italian punk band composed of former members of CCCP Fedeli alla linea. |
| Consumed                         | Nottingham, Anglia                      | 1994–2003                        | |
| Converge                         | Salem, Massachusetts, SUA               | 1990–prezent                     | A band blending hardcore punk and metal. |
| The Cooters                      | Oxford, Mississippi, SUA                | 1993–prezent                     | |
| Corrosion of Conformity          | Raleigh, North Carolina, SUA            | 1982–prezent                     | One of the first bands to fuse heavy metal with hardcore punk, but later only played straight metal. |
| Corrupted Ideals                 | Long Beach, California, SUA             | 1987–1995, 2013-Present          | One of the first bands to bring back the original Oi! sound, and noted for influencing bands like Swingin Utters and Dropkick Murphys, they are known for their later anarcho-punk sound, but earlier releases were straight ahead hardcore punk. |
| The Cost                         | San Francisco Bay Area, California, SUA | 1999–2003                        | A San Francisco Bay Area punk rock band. |
| Count Me Out                     | Richmond, Virginia, SUA                 | 1997–2003                        | A straight edge melodic hardcore group. |
| The Cramps                       | Sacramento, California, SUA             | 1976–2009                        | An influential psychobilly band. |
| Crass                            | Epping, Essex, Anglia                   | 1977–84                          | A British anarcho-punk band. |
| The Creepshow                    | Burlington, Ontario, Canada             | 2005–prezent                     | A rockabilly punk band. |
| Crime                            | San Francisco, California, SUA          | 1976–82; 2007–prezent            | An early US punk rock band, notable for releasing the first single released by a U.S. punk act from the West Coast, "Hot Wire My Heart", which was later covered by Sonic Youth.                                                                  |
| Crime in Stereo                  | New York, New York, SUA                 | 2002-10                          | |
| The Criminals                    | Berkeley, California, SUA               | 1994–2001                        | |
| Crimpshrine                      | Berkeley, California, SUA               | 1982–prezent                     | An influential DIY punk band from the San Francisco Bay Area. |
| Cringer                          | Hawaii, SUA                             | 1985-91                          | |
| Crisis                           | Anglia                                  | 1978–81                          | A politically charged punk rock group. |
| Cro-Mags                         | New York City, SUA                      | 1982–prezent                     | One of the founders of the New York City hardcore scene. |
| The Crucified                    | Fresno, California, SUA                 | 1984–93                          | A Christian crossover thrash group. |
| Crucifix                         | Berkeley, California, SUA               | 1980–84                          | A D-beat/anarcho-punk band. |
| The Crucifucks                   | Lansing, Michigan, SUA                  | 1981-89, 96-98                   | |
| Los Crudos                       | Chicago, Illinois, SUA                  | 1991–98                          | |
| Cruel Hand                       | Portland, Maine, SUA                    | 2006–prezent                     | |
| Crumbsuckers                     | Baldwin, New York, SUA                  | 1982-89                          | Pioneers of the thrash genre. |
| Crying Nut                       | Seoul, Coreea de Sud                    | 1993–prezent                     | An influential punk band from South Korea. They released 6 albums. |
| Cunter                           | Brampton, Ontario, Canada               | 2009–prezent                     | |
| Cursed                           | Canada                                  | 2001–08                          | A hardcore punk band. |
| The Cute Lepers                  | Seattle, Washington, SUA                | 2007–prezent                     | |
| Cypher in the Snow               | San Francisco, California, SUA          | 1996–98                          | An all-woman queercore group. |

## D
| Formația               | Origine                                          | Ani activi                              | Descriere sumară |
| ---------------------- | ------------------------------------------------ | --------------------------------------- | --- |
| Daggermouth            | Vancouver, British Columbia, Canada              | 2004-08                                 | |
| Dag Nasty              | Washington, D.C., Statele Unite                  | 1985–92                                 | |
| Daisy Chainsaw         | Londra, Anglia                                   | 1989–95                                 | |
| Damage                 | New York, New York, SUA                          | 1983-88                                 | |
| The Damned             | Londra, Anglia                                   | 1976–prezent                            | Believed to be the first UK punk band to release an album. Pioneers of the gothic rock genre.                                |
| Dance Hall Crashers    | Berkeley, California, SUA                        | 1987-95, 1997–prezent                   | |
| Darby Crash Band       | Los Angeles, California, SUA                     | 1980                                    | |
| Darkbuster             | Boston, Massachusetts, SUA                       | 1996–prezent                            | |
| Darkthrone             | Kolbotn, Norvegia                                | 1987–prezent                            | Origineally a black metal band, a major stylistic shift to crust punk occurred in 2006.                                      |
| Dayglo Abortions       | Victoria, British Columbia, Canada               | 1979–prezent                            | A hardcore punk band. |
| d.b.s.                 | North Vancouver, British Columbia, Canada        | 1992–2001                               | A melodic punk rock band, whose later work incorporated post-hardcore.                                                       |
| De Lyckliga Kompisarna | Stockholm, Suedia                                | 1989–97, 2008                           | |
| The Dead Boys          | Cleveland, Ohio, SUA                             | 1976–2005                               | Known for their outlandish gigs at New York's CBGB's and Max's Kansas City.                                                  |
| Dead Kennedys          | San Francisco, California, SUA                   | 1978–86, 2001–prezent                   | A highly influential political hardcore punk band.                                                                           |
| Dead Milkmen           | Philadelphia, Pennsylvania, SUA                  | 1983–95, 2004, 2008                     | A comedic punk band who often used satirical lyrics.                                                                         |
| Dead Swans             | Brighton, Anglia                                 | 2006–prezent                            | |
| Dead to Me             | Philadelphia, Pennsylvania, SUA                  | 1983–95, 2004, 2008                     | An Amiercan satirical punk band.                                                                                             |
| Death                  | Detroit, Michigan, SUA                           | 1971–76, 2009                           | An early American punk/protopunk band from 1970s.                                                                            |
| Death Before Dishonor  | Boston, Massachusetts, SUA                       | 2000–prezent                            | |
| Death by Stereo        | Orange County, California SUA                    | 1996–prezent                            | |
| Deep Wound             | Westfield, Massachusetts, SUA                    | 1982-84                                 | |
| Defeater               | Boston, Massachusetts, SUA                       | 2004–prezent                            | |
| Defiance               | Portland, Oregon, SUA                            | 1993–prezent                            | |
| Defiance, Ohio         | Columbus, Ohio, SUA                              | 2002–prezent                            | An underground folk punk band.                                                                                               |
| The Demics             | London, Ontario, Canada                          | 1977-80                                 | |
| Derozer                | Vicenza, Italia                                  | 1989–2008                               | An influential Italian punk rock band.                                                                                       |
| Descendents            | Manhattan Beach, California, SUA                 | 1978–83, 1984–89, 1995–97, 2002–prezent | A pioneer of pop punk, whose career has largely been dictated by the coming and going of lead singer Milo Aukerman.          |
| Destine                | Tilburg, Olanda                                  | 2006–prezent                            | An emo pop punk band from the Netherlands.                                                                                   |
| Destroy!               | Minneapolis, Minnesota, SUA                      | 1988-94                                 | Crust punk band. |
| The Destructors        | Peterborough, UK                                 | 1977-84                                 | UK punk band who featured Gizz Butt of The Prodigy                                                                           |
| Devo                   | Akron, Ohio, SUA                                 | 1972–prezent                            | Early songs featured punk rock, mixed with synthesizers.                                                                     |
| The Devotchkas         | Long Island, New York, SUA                       | 1996–2001                               | |
| Dezerter               | Varșovia, Polonia                                | 1981–prezent                            | One of the most popular Polish punk bands.                                                                                   |
| D.I.                   | Orange County, California, SUA                   | 1982–95, 1997–prezent                   | A band featuring members of The Adolescents and Social Distortion.                                                           |
| The Dicks              | Austin, Texas, SUA                               | 1982–84, 2004–prezent                   | A hardcore punk band that incorporates blues rock.                                                                           |
| The Dickies            | San Fernando Valley, Los Angeles, California SUA | 1977–prezent                            | One of the first-wave of Los Angeles punk bands.                                                                             |
| The Dictators          | New York City, SUA                               | 1973–prezent                            | |
| Die Mannequin          | Toronto, Ontario, Canada                         | 2005–prezent                            | |
| DieMonsterDie          | Salt Lake City, Utah, USA                        | 1995–prezent                            | Horror punk |
| The Diffs              | Los Angeles, California, SUA                     | 2003–prezent                            | |
| Dillinger Four         | Minneapolis, Minnesota, SUA                      | 1994–prezent                            | |
| The Dils               | Carlsbad, California, SUA                        | 1977-80                                 | |
| The Diodes             | Toronto, Canada                                  | 1977-82, 1998, 2007, 2010               | |
| DIRT                   | Anglia                                           | 1980–1986, 1992                         | An anarchist crust punk band on Crass Records.                                                                               |
| Dirty District         | Sèvres, Franța                                   | 1985–1996                               | |
| Dirty Rotten Imbeciles | Houston, Texas, SUA                              | 1982–prezent                            | A crossover thrash band. |
| Discharge              | Stoke-on-Trent, Staffordshire, Anglia            | 1977–87, 1991–95, 2001–prezent          | Street punk band that single-handedly created the genre "D-Beat".                                                            |
| Disclose               | Kōchi City, Japonia                              |                                         | |
| Discount               | Vero Beach, Florida, SUA                         | 1995-2002                               | |
| Disfear                | Nyköping, Suedia                                 | 1989–prezent                            | A Swedish D-beat crust punk group.                                                                                           |
| Disme                  | Nijmegen, Țările de Jos                          | 1998–2005                               | |
| Disorder               | Bristol, Anglia                                  | 1980–prezent                            | |
| Disrupt                | Boston, Massachusetts, SUA                       | 1987–1994                               | |
| Distemper              | Moscova, Rusia                                   | 1989–prezent                            | A Russian ska punk band. |
| The Distillers         | Los Angeles, California, SUA                     | 1998–2006                               | An American punk band led by Brody Dalle.                                                                                    |
| División Minúscula     | Matamoros, Tamaulipas, Mexico                    | 1996–prezent                            | |
| DMZ                    | Boston, Massachusetts, SUA                       | 1976-78, 1993, 2001-03                  | |
| D.O.A.                 | Vancouver, British Columbia, Canada              | 1978–prezent                            | An early Canadian political hardcore band that still performs today.                                                         |
| Dog Eat Dog            | Bergen County, New Jersey, SUA                   | 1990–prezent                            | A Christian punk band. |
| Dog Faced Hermans      | Edinburgh, Scotland, UK                          | 1986-95                                 | |
| Doggy Style            | Fullerton, California, SUA                       | 1983-88, 2009–prezent                   | |
| Dogsflesh              | Teesside, Anglia                                 | 1982–85, 2005–prezent                   | A UK82 punk band. |
| Dogwood                | Escondido, California, SUA                       | 1993–prezent                            | |
| Donots                 | Ibbenbüren, Germania                             | 1993–prezent                            | |
| Doom                   | Birmingham, West Midlands, Anglia                | 1987–90, 1992–2005                      | |
| Down by Law            | SUA                                              | 1990–prezent                            | |
| downset.               | Los Angeles, California, SUA                     | 1989–2009                               | |
| Down to Nothing        | Richmond, Virginia, SUA                          | 2000–prezent                            | |
| Drabness               | Motala, Suedia                                   | 1994-98                                 | |
| The Draft              | Gainesville, Florida, SUA                        | 2006–prezent                            | |
| The Dreams             | Tórshavn, Insulele Feroe                         | 2006–prezent                            | |
| Dresden 45             | Houston, Texas, SUA                              | 1985-93                                 | |
| Driller Killer         | Malmö, Suedia                                    | 1993–prezent                            | |
| Dr. Know               | Oxnard, California, SUA                          | 1981–prezent                            | A nardcore band fronted by child star Brandon Cruz.                                                                          |
| Dropdead               | Providence, Rhode Island, SUA                    | 1990–prezent                            | A hardcore punk who draw on crust punk, powerviolence, D-beat, and thrashcore.                                               |
| Dropkick Murphys       | Quincy, Massachusetts, SUA                       | 1996–prezent                            | A Celtic punk/Oi! band. |
| Drunk Injuns           | San Jose, California, SUA                        | 1983–prezent                            | |
| The Ducky Boys         | Boston, Massachusetts, SUA                       | 1995–prezent                            | A street punk band from Boston.                                                                                              |
| The Dumb Fox           | Lodi, California, SUA                            | 2007–prezent                            | A power pop/punk rock band.                                                                                                  |
| Dwarves                | Chicago, Illinois, SUA                           | 1986–prezent                            | Formerly a garage punk band then a notorious scum punk band; now known for their irreverent attitude and diverse punk sound. |
| DYS                    | Boston, Massachusetts, SUA                       | 1983–93                                 | |
| Dystopia               | Orange County, California, SUA                   | 1991-2008                               | |

## E
| Formația                        | Origine                                | Ani activi                                    | Descriere sumară |
| ------------------------------- | -------------------------------------- | --------------------------------------------- | --- |
| E!E                             | Příbram, Czech Republic                | 1987–prezent                                  | |
| Early Graves                    | San Francisco, California, SUA         | 2007–prezent                                  | |
| Earth Crisis                    | Syracuse, New York, Statele Unite      | 1989–2001, 2007–prezent                       | |
| Easy Cure                       | Crawley, Sussex, Anglia                | 1976-78                                       | |
| Eater                           | Finchley, Londra, Anglia               | 1976–79, 1996, 2006                           | |
| Eamon McGrath and the Wild Dogs | Edmonton, Alberta, Canada              | 2006–prezent                                  | |
| Ebba Grön                       | Rågsved, Stockholm, Suedia             | 1977–83                                       | One of the most famous Swedish punk bands. |
| Ed Banger and the Nosebleeds    | Wythenshawe, Manchester, Anglia        | 1976–77                                       | A punk band known for the later success of many of its members, which include Morrissey (of the Smiths), Billy Duffy (The Cult), and Ed Garrity (Slaughter & The Dogs). |
| Eddie and the Hot Rods          | Rochford, Essex, Anglia                | 1975–81, 1984–85, 1992, 1994, 2005            | |
| The Effigies                    | Chicago, Illinois, SUA                 | 1980-86, 1987–90, 1992, 1995–96, 2004–prezent | |
| electric eels                   | Cleveland, Ohio, SUA                   | 1972–1975                                     | Industrial guitars, unproduced noise, clever lyrics and a tendency to nihilistic violence. |
| Electric Frankenstein           | Whippany, New Jersey, SUA              | 1991–prezent                                  | |
| Eleventyseven                   | Laurens, South Carolina, SUA           | 2002–prezent                                  | A synth-punk/pop punk band, that has also used various other elements into their music. |
| Elisium                         | Nizhniy Novgorod, Rusia                | 1994–prezent                                  | |
| Ellegarden                      | Chiba, Japonia                         | 1998-2008                                     | |
| Embers                          | Oakland, California, SUA               | 2004–prezent                                  | |
| Embrace Today                   | Boston, Massachusetts, SUA             | 1998-2006                                     | |
| Endpoint                        | Louisville, Kentucky, SUA              | 1988-94                                       | |
| Enemy You                       | San Francisco, California, SUA         | 1997–2007                                     | |
| English Dogs                    | Grantham, Anglia                       | 1981–87, 1993–99, 2007–prezent                | |
| Ensign                          | New Brunswick, New Jersey, SUA         | 1995–prezent                                  | |
| Eppu Normaali                   | Ylöjärvi, Finlanda                     | 1976–prezent                                  | |
| The Ergs!                       | South Amboy, New Jersey, SUA           | 2000–2008                                     | |
| Eskorbuto                       | Santurtzi, Spain                       | 1980–1998                                     | Basque punk rock band from Santurtzi (Greater Bilbao, Biscay, Basque Country, Spain). They have been one of the most influential bands for Spanish and Latin American punk rock. They are known for their strong attitude and crude lyrics and one of the first bands to perform punk with lyrics in Spanish. |
| Eve 6                           | La Crescenta-Montrose, California, SUA | 1995–2004, 2007–prezent                       | |
| Excuse 17                       | Olympia, Washington, SUA               | 1993-95                                       | |
| The Ex                          | Amsterdam, Olanda                      | 1979–prezent                                  | Punk collective active in a variety of punk-related genres. |
| The Expelled                    | Leeds, West Yorkshire, Anglia          | 1981–prezent                                  | |
| The Exploder                    | Richmond, Virginia, SUA                | 1997-2000                                     | |
| Exploding White Mice            | Adelaide, Australia                    | 1983-94                                       | |
| The Exploited                   | Edinburgh, Scotland, UK                | 1979–prezent                                  | One of the founding hardcore bands, later turning into a crossover thrash band. |
| The Explosion                   | Boston, Massachusetts, SUA             | 1998–2007                                     | |
| Extinction of Mankind           | Anglia                                 | 1992–prezent                                  | |
| Extreme Noise Terror            | Ipswich, Suffolk, Anglia               | 1985–prezent                                  | |
| Eye for an Eye                  | Bielsko-Biała, Polonia                 | 1997–prezent                                  | A hardcore punk band. |
| The Eyeliners                   | Albuquerque, New Mexico, SUA           | 1995-2005                                     | |

## F
| Formația                                | Origine                                   | Ani activi                         | Descriere sumară |
| --------------------------------------- | ----------------------------------------- | ---------------------------------- | --- |
| Fabulous Disaster                       | San Francisco, California, Statele Unite  | 1998–2007                          | |
| Face to Face                            | Victorville, California, SUA              | 1991–2003, 2008–prezent            | A punk band best known for their signature song "Disconnected", which has been frequently played by KROQ.                                                |
| The Faction                             | San Jose, California, SUA                 | 1982–85, 1989, 2001-05             | |
| The Faith                               | Washington, D.C., SUA                     | 1981–83                            | An American D.C. hardcore band led by Alec MacKaye, brother of Minor Threat front man Ian MacKaye.                                                       |
| Fairweather                             | Virginia, SUA                             | 1999-2003                          | An emo/pop punk band |
| The Falcon                              | Chicago, Illinois, SUA                    | 2004–prezent                       | A supergroup with members or former members of The Lawrence Arms, Alkaline Trio, Rise Against, and other bands.                                          |
| Fall Out Boy                            | Wilmette, Illinois, SUA                   | 2001-2009, present                 | A pop punk/emo pop band that achieved massive commercial success in the mid-2000s. In 2009, the group went on hiatus. They came off hiatus in early 2013 |
| Fang                                    | Berkeley, California, SUA                 | 1981-89, 1995, present             | |
| Farben Lehre                            | Płock, Polonia                            | 1986–prezent                       | |
| The Fartz                               | Seattle, Washington, SUA                  | 1981–83, 1998–2003                 | An American hardcore band on Dead Kennedys' lead singer Jello Biafra's record company, Alternative Tentacles.                                            |
| Los Fastidios                           | Verona, Italia                            | 1991–prezent                       | |
| Fatal Microbes                          | Anglia                                    | 1979                               | |
| Fear                                    | Los Angeles, California, SUA              | 1977–prezent                       | A hardcore punk band. |
| Fenix TX                                | Houston, Texas, SUA                       | 1995–2002, 2005–prezent            | A pop punk band. |
| Feeling B                               | Berlin, Germania                          | 1983-93, 2007                      | |
| Fiasco                                  | Brooklyn, New York City, SUA              | 2005–prezent                       | A trio of teenagers from Brooklyn. They play a combination of hardcore and math punk.                                                                    |
| Fifteen                                 | Berkeley, California, SUA                 | 1991–1996, 1998–2000               | |
| The Fight                               | Dudley, Anglia                            | 2000-09                            | |
| Figure Four                             | Winnipeg, Manitoba, Canada                | 1996–prezent                       | |
| Figures of Light                        | SUA                                       | 1970–prezent                       | Best known for song "It's Lame" |
| Filth                                   | East Bay, California, SUA                 | 1989-91, 2010                      | |
| Filthy Thieving Bastards                | Oakland, California, SUA                  | 2000–prezent                       | |
| Final Conflict                          | Long Beach, California, SUA               | 1983–prezent                       | |
| Finley                                  | Milano, Italia                            | 2003–prezent                       | An Italian band plays a kind pop-rock rhythms and sounds that tend to pop-punk and to hard rock                                                          |
| First Arsch                             | Schwerin, Germania                        | 1986                               | |
| Fit For Rivals                          | Jacksonville, Florida, SUA                | 2006–prezent                       | An American Punk Rock, Emo & Hardcore punk band |
| The Fits                                | Blackpool, Anglia                         | 1979-present                       | |
| Fitz of Depression                      | Tumwater, Washington, SUA                 | 1987–1997, 2000, 2002              | |
| Five Iron Frenzy                        | Denver, Colorado, SUA                     | 1995–2003                          | A Christian ska band. |
| Flatcat                                 | Belgium                                   | 1993–prezent                       | |
| Flatfoot 56                             | Chicago, Illinois, SUA                    | 2000–prezent                       | A Celtic punk band from Chicago. |
| The Flatliners                          | Toronto, Ontario, Canada                  | 2002–prezent                       | A Canadian punk rock/ska punk band. |
| Fleas and Lice                          | Groningen, Olanda,                        | 1993–prezent                       | |
| Flema                                   | Avellaneda, Argentina                     | 1987–2002, 2007–prezent            | A punk rock band. |
| The Flesh Eaters                        | Los Angeles, California, SUA              | 1977–1983, 1990–1993, 1999–prezent | |
| Fleshies                                | Oakland, California, SUA                  | 1999–prezent                       | |
| Flipper                                 | San Francisco, California, SUA            | 1979–87, 1990–95, 2005–prezent     | A noise punk band from California. Credited as one of Nirvana's biggest influences.                                                                      |
| Flogging Molly                          | Los Angeles, California, SUA              | 1997–prezent                       | A celtic punk band. |
| Flux of Pink Indians                    | Bishop's Stortford, Hertfordshire, Anglia | 1980-86                            | |
| The Flys                                | Coventry, Anglia                          | 1976–1980                          | |
| F-Minus                                 | Huntington Beach, California, SUA         | 1995–2004                          | A crust punk band on Hellcat Records. |
| FM Static                               | Toronto, Canada                           | 2003–prezent                       | A Christian pop punk band. |
| Fokofpolisiekar                         | Bellville, South Africa                   | 2003– present                      | An Afrikaans punk band from Bellville, South Africa. |
| Fonzie                                  | Lisabona, Portugalia                      | 1996–prezent                       | |
| Fools Dance                             | Horley, Surrey, Anglia                    | 1983-85                            | |
| forgetters                              | Brooklyn, New York, New York, SUA         | 2009–prezent                       | |
| Forgotten Rebels                        | Hamilton, Ontario, Canada                 | 1977–prezent                       | A Canadian punk band. |
| Foreign Legion                          | Merthyr Tydfil, Wales, UK                 | 1984–prezent, 2000–prezent         | Wales's longest running punk/streetpunk band. |
| Four Walls Falling                      | Richmond, Virginia, SUA                   | 1983-95                            | |
| Four Year Strong                        | Worcester, Massachusetts, SUA             | 2001–prezent                       | |
| FPB                                     | Teplice, Czech Republic                   | 1981–87, 1990, 2008                | An early Czechoslovakian punk rock band, notable for integrating musical complexity and poetry into their music.                                         |
| Frankenstein Drag Queens from Planet 13 | Landis, North Carolina, SUA               | 1996–2002, 2004–05                 | |
| Frenzal Rhomb                           | Sydney, Australia \| \|1992–prezent       |                                    | |
| The Freeze                              | Cape Cod, Massachusetts, SUA              | 1978–prezent                       | A hardcore punk band. |
| The Frisk                               | Berkeley, California, SUA                 | 2000-05                            | |
| Frodus                                  | Washington, D.C., SUA                     | 1993–1999, 2009                    | |
| From Ashes Rise                         | Nashville, Tennessee, SUA                 | 1997–2005, 2010–prezent            | |
| The Frustrators                         | SUA                                       | 1999–prezent                       | |
| The F.U.'s                              | Boston, Massachusetts, SUA                | 1982-90                            | |
| Fucked Up                               | Toronto, Canada                           | 2001–prezent                       | Polaris Music Prize-winning hardcore punk band. |
| Fuel                                    | East Bay, California, SUA                 | 1989-91                            | |
| Fugazi                                  | Washington, D.C., SUA                     | 1987–prezent                       | One of the first and most important post-hardcore bands.                                                                                                 |
| Fun People                              | Campana, Argentina                        | 1989–2000                          | A straight edge melodic hardcore band. |
| Funeral Dress                           | Belgium                                   | 1985–prezent                       | Street Punk band from Antwerpen region. |
| Fun Things                              | Brisbane, Australia                       | 1979–1980                          | A Brisbane punk rock group. |
| Fuzigish                                | Johannesburg, Gauteng, South Africa       | 1997– present                      | A Ska punk band from Johannesburg, South Africa. |
| F.Y.P                                   | SUA                                       | 1989-99                            | |

## G
| Formația                | Origine                                | Ani activi              | Descriere sumară |
| ----------------------- | -------------------------------------- | ----------------------- | --- |
| Gallhammer              | Tokyo, Japonia                         | 2003–prezent            | An all-female crust punk band. |
| Gang Green              | Boston, Massachusetts, Statele Unite   | 1981–98, 2000–prezent   | An American hardcore band. |
| Gallows                 | Hemel Hempstead, Hertfordshire, Anglia | 2005–prezent            | A British Hardcore punk band currently fronted by Canadian musician Wade MacNeil.                                                                                   |
| Garotos Podres          | Mauá, São Paulo, Brazil                | 1982–prezent            | |
| The Gaslight Anthem     | New Brunswick, New Jersey, SUA         | 2006–prezent            | |
| Generation X            | Londra, Anglia                         | 1976–81                 | A punk rock band led by Billy Idol. |
| Genocide Superstars     | Örebro, Suedia                         | 1994-2004               | Disbanded after guitarist/vocalist Mieszko Talarczyk was killed in the 2004 tsunami.                                                                                |
| The Germs               | Los Angeles, California, SUA           | 1977–80, 2005–prezent   | A punk band whose singer, Darby Crash, died of a heroin overdose, days after performing a live show almost solely to raise the funds to buy the heroin.             |
| The Ghost               | Chicago, Illinois, SUA                 | 2001-2004               | |
| Ghost Mice              | Bloomington, Indiana, SUA              | 2002–prezent            | A folk punk duo. |
| The Ghost of a Thousand | Brighton, Anglia                       | 2004–2011               | |
| The Gits                | Yellow Springs, Ohio, SUA              | 1986-93                 | |
| Give Up the Ghost       | Boston, Massachusetts, SUA             | 1998–2004               | |
| Glittertind             | Lillesand, Norvegia                    | 2001–prezent            | |
| A Global Threat         | Boston, Massachusetts, SUA             | 1997–2000, 2000–07      | An American street punk band. |
| The Go Set              | Victoria, Australia                    | 2002–prezent            | |
| Gob                     | Burnaby, British Columbia, Canada      | 1994–prezent            | A pop punk band. |
| Goblini                 | Šabac, Serbia                          | 1992–2001               | |
| Gogol Bordello          | Lower East Side, New York City, SUA    | 1999–prezent            | One of the most popular Gypsy punk bands, known for its theatrical stage shows.                                                                                     |
| Goldfinger              | Los Angeles, California, SUA           | 1994–prezent            | A ska punk/pop punk band named after the 1964 James Bond film. |
| Good Charlotte          | Waldorf, Maryland, SUA                 | 1996–prezent            | |
| Good Clean Fun          | Washington, D.C., SUA                  | 1997–prezent            | |
| Goodnight Nurse         | Auckland, New Zealand                  | 2001–prezent            | A pop punk band. |
| Good Riddance           | Santa Cruz, California, SUA            | 1986–2007               | |
| Gorilla Biscuits        | New York City, SUA                     | 1986–91, 2005–prezent   | A hardcore punk band. |
| The Government          | Toronto, Canada                        | 1979-81                 | |
| Government Issue        | Washington, D.C., SUA                  | 1980–89, 2007           | A hardcore punk band. |
| Grade                   | Burlington, Ontario, Canada            | 1993-2002               | |
| Gray Matter             | Washington, D.C. SUA                   | 1983–86, 1990–93        | |
| Grazhdanskaya Oborona   | Omsk, Rusia                            | 1984–2008               | |
| Green Day               | East Bay, California, SUA              | 1987–prezent            | A punk rock group that has achieved tremendous popular success, selling over 80 million albums worldwide.                                                           |
| Green Jellÿ             | Kenmore, New York, SUA                 | 1981–1995, 2008–prezent | Formerly known as Green Jellö, but where forced to change after a lawsuit. It is still pronounced the same.                                                         |
| Greyskull               | Dallas, Texas, SUA                     | 2001–prezent            | |
| Groovie Ghoulies        | Sacramento, California, SUA            | 1983–2007               | |
| Guerilla Poubelle       | Paris, Franța                          | 2003–prezent            | |
| The Gun Club            | Los Angeles, California, SUA           | 1979-96                 | |
| Guns n' Wankers         | Anglia                                 |                         | |
| Guttermouth             | Huntington Beach, California, SUA      | 1988–prezent            | A punk rock band known for their outrageous lyrics and behavior which are deliberately offensive and intended to shock, usually in a humorous and sarcastic manner. |
| GWAR                    | Richmond, Virginia, SUA                | 1985–prezent            | A thrash metal/punk rock band |

## H
| Formația            | Origine                                  | Ani activi                       | Descriere sumară                                                                               |
| ------------------- | ---------------------------------------- | -------------------------------- | ---------------------------------------------------------------------------------------------- |
| H2O                 | New York City, New York, Statele Unite   | 1995–prezent                     |                                                                                                |
| Hagar the Womb      | Wapping, Londra, Anglia                  | 1980-86                          |                                                                                                |
| Hagfish             | Dallas, Texas, SUA                       | 1991-2001                        |                                                                                                |
| Haloo Helsinki!     | Helsinki, Finlanda                       | 2007–prezent                     |                                                                                                |
| The Hanson Brothers | Victoria, British Columbia, Canada       | 1984–prezent                     | A Canadian punk rock band. Alter-ego of progressive rock band Nomeansno                        |
| De Hardheid         | Amsterdam, Țările de Jos                 | 1996–prezent                     |                                                                                                |
| Hard-Ons            | Sydney, Australia                        | 1982–93, 1998–prezent            |                                                                                                |
| Hatebreed           | New Haven, Connecticut, SUA              | 1994–prezent                     |                                                                                                |
| Haunted Garage      | Los Angeles, California, SUA             | 1985-1993, 2013-present          | Horror punk/metal band fronted by actor Dukey Flyswatter                                       |
| Have Heart          | New Bedford, Massachusetts, SUA          | 2002-09                          |                                                                                                |
| Hawk Nelson         | Peterborough, Ontario, Canada            | 2003–prezent                     | Voted "Favorite New Artist" by CCM Magazine in 2006.                                           |
| Hazen Street        | SUA                                      | 2004-06, 2009                    |                                                                                                |
| Heart Attack        | New York, New York, SUA                  | 1980-84                          |                                                                                                |
| The Heartbreakers   | New York City, SUA                       | 1975–78, 1979, 1982, 1984, 1990  |                                                                                                |
| Hed PE              | Huntington Beach, California, SUA        | 1994–prezent                     | A rap/hardcore punk band.                                                                      |
| Heideroosjes        | Horst aan de Maas, Olanda                | 1989–2012                        |                                                                                                |
| The Hellacopters    | Stockholm, Suedia                        | 1994-2008                        |                                                                                                |
| Hellbastard         | Newcastle upon Tyne, Anglia              | 1985-92, 2008–prezent            |                                                                                                |
| Hiatus              | Liège, Belgia                            | 1989-96                          |                                                                                                |
| Hipodil             | Sofia, Bulgaria                          | 1988–prezent                     |                                                                                                |
| His Hero Is Gone    | Memphis, Tennessee, SUA                  | 1995-99                          |                                                                                                |
| Hi-Standard         | Japonia                                  | 1991–2000                        |                                                                                                |
| Hit the Lights      | Lima, Ohio, SUA                          | 2003–prezent                     |                                                                                                |
| The Hives           | Fagersta, Suedia                         | 1995–prezent                     | A garage punk band known for their high-energy live performances and matching suits.           |
| Hjertestop          | Copenhaga, Danemarca                     | 2004–prezent                     |                                                                                                |
| Hladno Pivo         | Zagreb, Croatia                          | 1988–prezent                     |                                                                                                |
| Hog Hoggidy Hog     | Cape Town, South Africa,                 | 1998–prezent                     |                                                                                                |
| Hogan's Heroes      | Toms River, New Jersey, SUA              | 1984-1993                        | Classic seminal hardcore band. Metalcore pioneer. Part of the original crossover thrash scene. |
| Hole                | Los Angeles, California, SUA             | 1989–2002, 2009–prezent          | Alternative/punk rock band led by Courtney Love.                                               |
| Holly Tree          | São Paulo, Brazil                        | 1995–prezent                     |                                                                                                |
| The Homosexuals     | Londra, Anglia                           | 1976–prezent                     |                                                                                                |
| The Honor System    | Chicago, Illinois, SUA                   | 1999–prezent                     |                                                                                                |
| The Hope Bombs      | San Francisco, California, SUA           | 1994-97                          |                                                                                                |
| The Hope Conspiracy | Boston, Massachusetts, SUA               | 1999–prezent                     |                                                                                                |
| HorrorPops          | Copenhaga, Danemarca                     | 1996–prezent                     | Female fronted psychobilly band whose guitarist is Kim Nekroman, bassist for Nekromantix.      |
| Hot Cross           | Philadelphia, Pennsylvania, SUA          | 2000-07                          |                                                                                                |
| Hot Water Music     | Gainesville, Florida, SUA                | 1993–96, 1997–2006, 2008–prezent |                                                                                                |
| The Hunkies         | Polonia                                  | 2003–prezent                     |                                                                                                |
| Huggy Bear          | Londra, UK                               | 1991-94                          |                                                                                                |
| Humble Gods         | Hermosa Beach, California                | 1990–prezent                     |                                                                                                |
| Die' Hunns          | SUA                                      | 2000–prezent                     |                                                                                                |
| The Huntingtons     | Baltimore, Maryland, SUA                 | 1995–2005                        |                                                                                                |
| Hüsker Dü           | Minneapolis – Saint Paul, Minnesota, SUA | 1979–88                          |                                                                                                |
| The Hydromatics     | Michigan, Olanda, Suedia                 | 1999–prezent                     | A garage punk supergroup with members from the USA, The Netherlands and Sweden.                |

## I
| Formația                             | Origine                                  | Ani activi   | Descriere sumară |
| ------------------------------------ | ---------------------------------------- | ------------ | --- |
| I Against I                          | Dordrecht, Țările de Jos                 | 1994-2008    | |
| I Am the Avalanche                   | Brooklyn, New York, SUA                  | 2004–prezent | |
| I Shot Cyrus                         | São Paulo, Brazil                        | 1997-2009    | |
| I Spy                                | Regina, Saskatchewan, Canada             | 1991–96      | An anarchist hardcore punk band known for its radical left-wing political subject matter. Todd Kowalski, now of Propagandhi, was part of the band.                                                    |
| Iceage                               | Copenhaga, Danemarca                     | 2008–prezent | |
| The Icemen                           | New York, New York, SUA                  | 1982–prezent | |
| Icons of Filth                       | Cardiff, Wales, UK                       | 1979–2004    | |
| Iggy Pop                             | Muskegon, Michigan, Statele Unite        | 1963–prezent | A protopunk/garage rock musician that is considered one of the most influential musicians in the development of punk rock, and so nicknamed "the Godfather of Punk". Known for his wild stage antics. |
| Ignite                               | Orange County, California, Statele Unite | 1993–prezent | |
| Los Illegals                         | Los Angeles, SUA                         |              | |
| The Inchtabokatables                 | Berlin, Germania                         | 1991-2002    | |
| Indecision                           | New York, New York, SUA                  | 1993-2000    | |
| The Influents                        | East Bay, California, SUA                | 1999-2003    | |
| In My Eyes                           | Boston, Massachusetts, SUA               | 1997-2000    | |
| Inocentes                            | Brazil                                   | 1981–prezent | |
| Inquisition                          | Richmond, Virginia, SUA                  | 1991-96      | |
| Inside Out                           | Orange County, California, SUA           | 1988-91      | |
| The (International) Noise Conspiracy | Umeå, Suedia                             | 1998–prezent | |
| International Robot                  | Minneapolis, Minnesota                   | 2000–2002    | Featured Danny Henry from The Soviettes. |
| Intro5pect                           | Orange County, California, SUA           | 1997–prezent | |
| I.R.A.                               | Medellín, Columbia                       | 1985–prezent | |
| Iron Cross                           | Baltimore, Maryland, SUA                 |              | |
| Iskra                                | Victoria, British Columbia, Canada       | 2002–prezent | |
| Isocracy                             | Berkeley, California, SUA                | 1986-88      | |

## J
| Formația                                           | Origine                           | Ani activi                    | Descriere sumară |
| -------------------------------------------------- | --------------------------------- | ----------------------------- | --- |
| The Jabbers                                        | SUA                               | 1977-84, 2003–prezent         | |
| Jackson United                                     | California, SUA                   | 2003-2008 (hiatus)            | A punk rock supergroup featuring Chris Shiflett from Foo Fighters and Scott Shiflett from Face to Face                                                                                                   |
| The Jam                                            | Woking, Surrey, Anglia            | 1972–82                       | A highly celebrated British band, both popularly and critically. Their early recordings were harder and more aggressive, while subsequent works honed the sounds of the late 1970s mod revival movement. |
| Jack Off Jill                                      | Fort Lauderdale, Florida, SUA     | 1992–2000                     | A gothic punk/riot grrl band. |
| Jawbox                                             | Washington, D.C., Statele Unite   | 1989–97, 2009                 | |
| Jawbreaker                                         | San Francisco, California, SUA    | 1988–96                       | A very influential band which has often been credited with the beginning of modern emo music, though they differ greatly from what is considered emo music today.                                        |
| J Church                                           | San Francisco, California, SUA    | 1992-2007                     | |
| Jello Biafra and the Guantanamo School of Medicine | Los Angeles, California, SUA      | 2008–prezent                  | A hardcore punk band founded by Dead Kennedys frontman Jello Biafra. |
| Jerry's Kids                                       | Boston, Massachusetts, SUA        | 1981–85, 1987–?, 2004–prezent | A hardcore punk band. |
| Jersey                                             | Burlington, Ontario, Canada       | 1996-2005, 2011–prezent       | |
| JFA                                                | Phoenix, Arizona, SUA             | 1981–prezent                  | A hardcore skate punk band. Initials stand for Jodie Foster's Army. |
| Jimmy Eat World                                    | Mesa, Arizona, SUA                | 1993–prezent                  | A pop punk/emo band. |
| J.M.K.E.                                           | Tallinn, Estonia                  | 1986–prezent                  | |
| Joan Jett                                          | Wynnewood, Pennsylvania, SUA      | 1975–prezent                  | |
| Johnie All Stars                                   | Medellín, Columbia                | 1997–prezent                  | |
| Johnny Hobo and the Freight Trains                 | Brattleboro, Vermont SUA          | ?-2007                        | Folk punk band fronted by Pat the Bunny. |
| Jon Cougar Concentration Camp                      | San Diego, California, SUA        | 1994–prezent                  | A pop punk band. |
| Johnny Socko                                       | Bloomington, Indiana, SUA         | 1990-2002                     | |
| The Joneses                                        | Hollywood, California, SUA        | 1979-1989                     | A junk rock glam band |
| Joyce Manor                                        | Torrance, California, SUA         | 2008-present                  | A pop punk band |
| The Joykiller                                      | Huntington Beach, California, SUA | 1995–2003                     | A side project band of Jack Grisham of T.S.O.L. |
| Jr. Gone Wild                                      | Edmonton, Alberta, Canada         | 1982-95                       | |
| Judge                                              | New York City, SUA                | 1987–91                       | A straight edge hardcore punk band. |
| Jughead's Revenge                                  | Los Angeles, California, SUA      | 1988–2001, 2009–prezent       | |
| Justice League                                     | California, SUA                   | 1983-88                       | |

## K
| Formația             | Origine                         | Ani activi            | Descriere sumară                                                           |
| -------------------- | ------------------------------- | --------------------- | -------------------------------------------------------------------------- |
| Kaaos                | Tampere, Finlanda               | 1980-1985, 1999-2005  |                                                                            |
| KBO!                 | Kragujevac, Serbia              | 1982–prezent          |                                                                            |
| Kid Dynamite         | Philadelphia, Pennsylvania, SUA | 1997–2000             |                                                                            |
| The Kids             | Belgium                         | 1976–85, 1996–prezent |                                                                            |
| Killing Joke         | Londra, Anglia                  | 1978–96, 2002–prezent | Post-punk band who were highly influential on industrial rock.             |
| Killing Time         | New York, New York, SUA         | 1988-98, 2001-05      |                                                                            |
| Kill Your Idols      | Long Island, NY                 | 1995-2007             | A widely regarded New York hardcore band.                                  |
| King Apparatus       | London, Ontario, Canada         | 1987-94, 2000         |                                                                            |
| The King Blues       | Londra, Anglia                  | 2004-12               |                                                                            |
| Kinoklub             | Zagreb, Croatia                 | 2008–prezent          |                                                                            |
| Kisschasy            | Melbourne, Australia            | 2002–prezent          |                                                                            |
| Kiss It Goodbye      | Seattle, Washington, SUA        | 1997-98               |                                                                            |
| Klamydia             | Vaasa, Finlanda                 | 1988–prezent          | Ramones-influenced punk.                                                   |
| Knuckledust          | London, Anglia                  | 1996–prezent          |                                                                            |
| Komety               | Varșovia, Polonia               |                       |                                                                            |
| The Kominas          | Boston, Massachusetts, SUA      | 2004–prezent          | A taqwacore band playing Islam-themed punk.                                |
| Korol i Shut         | Saint Petersburg, Rusia         | 1988–prezent          | A Russian horror punk band.                                                |
| Krasnaya Plesen      | Yalta, Ukraine                  | 1989–prezent          |                                                                            |
| Kraut                | New York, New York, SUA         | 1981-                 |                                                                            |
| Die Kreuzen          | Milwaukee, Wisconsin, SUA       | 1981-92               | One of the first hardcore punk bands from the Midwest. Highly influential. |
| The Kristet Utseende | Suedia                          |                       |                                                                            |
| Kronstadt Uprising   | Southend-on-Sea, Essex, Anglia  | 1981-86               |                                                                            |
| KSMB                 | Skärholmen, Stockholm, Suedia   | 1977–82, 1993         | One of the well-known Swedish punk bands                                   |
| KSU                  | Ustrzyki Dolne, Polonia         | 1977–prezent          |                                                                            |
| KUD Idijoti          | Pula, Croatia                   | 1981–prezent          |                                                                            |